# YOU!
Das YOU! Magazin ist ein in Österreich erscheinendes katholisches Jugendmagazin. Es wird seit 1993 sechsmal im Jahr herausgegeben. Das Blatt wird in Österreich, Deutschland und der Schweiz ausschließlich über Abonnement bzw. über Zeitschriftenstände in Pfarren und kirchlichen Einrichtungen vertrieben. Das Magazin erscheint mit einer Auflage von rund 16.000 Exemplaren (2006).

## Ziele
Das YOU!-Magazin orientiert sich in seiner Ausrichtung an den Lehren der katholischen Kirche. Das erklärte Ziel des Magazins ist es, Popkultur aus einer religiösen Perspektive zu betrachten. Das Magazin wird vom „YOU! Verein – Jugendverein für christlich/katholische Werte“ in Wien herausgegeben. Er steht der katholischen Laienbewegung Legion Mariens sowie dem Orden der Johannesbrüder nahe.

## Form und Inhalte
Das Magazin orientiert sich inhaltlich und gestalterisch an kommerziellen Jugendmagazinen wie BRAVO. Inhaltlich liegt der Schwerpunkt auf Interviews und Reportagen mit Musikstars, insbesondere aus der christlichen Musikszene und Artikeln über erfolgreiche Filme. Einen weiteren großen Bereich nehmen Glaubens- und Kirchenthemen und eine Beratungskolumne („Helpline“) ein. Im Unterschied zu kommerziellen Jugendmagazinen legt YOU! einen besonderen Schwerpunkt auf die Darstellung katholischer Positionen, insbesondere in Bezug auf Sexualität und Lebensschutzthemen wie Abtreibung, Euthanasie und embryonale Stammzellenforschung.

## Weitere Aktivitäten
In einem Online-Shop vertreibt YOU! Musik und Bücher insbesondere zu religiösen Themen, sowie andere katholische Artikel wie etwa Rosenkränze. YOU! ist auch an der Organisation von christlichen Popkonzerten beteiligt, wie etwa dem KEY2LIFE-Festival, das in Zusammenarbeit mit der Erzdiözese Wien durchgeführt wird.

## Kritik
„Und darum geht es YOU! vor allem: Den Austausch von Erfahrungen, die junge Menschen mit Christus machen. Kritiker aber werfen YOU! vor, in Wirklichkeit nicht am Austausch, sondern nur an der Weitergabe einer strengen katholischen Weltsicht interessiert zu sein.“